# Grundtjärnen (Stigsjö socken, Ångermanland)
Grundtjärnen är en sjö i Härnösands kommun i Ångermanland och ingår i Ångermanälven-Gådeåns kustområde. Sjön har en area på 0,149 kvadratkilometer och ligger 155,2 meter över havet. Sjön avvattnas av vattendraget Mjösjöbäcken.

## Delavrinningsområde
Grundtjärnen ingår i det delavrinningsområde (695335-159713) som SMHI kallar för Utloppet av Grundtjärnen. Medelhöjden är 183 meter över havet och ytan är 0,92 kvadratkilometer. Det finns inga avrinningsområden uppströms utan avrinningsområdet är högsta punkten. Mjösjöbäcken som avvattnar avrinningsområdet har biflödesordning 2, vilket innebär att vattnet flödar genom totalt 2 vattendrag innan det når havet efter 8,9 kilometer. Avrinningsområdet består mestadels av skog (84 procent). Avrinningsområdet har 0,15 kvadratkilometer vattenytor vilket ger det en sjöprocent på 15,9 procent.